# Manuel de Osete
Manuel de Osete Gasca y Viamonte, también como Osette, Ossete y Ossette, (¿?, 1715 - Granada, 23 de abril de 1775) fue un compositor y maestro de capilla español.

## Vida
Se educó musicalmente como infante de coro en la Catedral de Sigüenza, por lo que se supone que era originario de la diócesis de Sigüenza. El hecho se conoce por una inscripción en un Nunc dimittis a ocho voces que se conserva en la Catedral: «Hecho y copiado por Manuel de Ossete, infante de coro, en esta iglesia de Sigüenza. Año de 1732 y corregido por el maestro D. Salvador de Sancho». Por lo tanto, Salvador de Sancho Iturmendi habría sido su maestro, ya que ocupaba el magisterio en Sigüenza entre 1729 y 1733.
En 1734 se encontraba en Madrid cuando se interesó por la vacante del magisterio de la Catedral de Ávila, aunque no se presentó. En 1737 era maestro de capilla de la Colegiata de Zarfa, cuando solicitó el magisterio de la Catedral de Plasencia sin éxito.
El magisterio de la Catedral de León había quedado vacante unos años tras el fallecimiento de Simón Araya y el cabildo había usado a otros maestros cercanos, como Gregorio Remacha de la Colegiata de Toro, para componer la música de las festividades más importantes. En 1745 se decidió finalmente realizar unas oposiciones para ocupar el cargo y se contrató a un maestro de Madrid para juzgar las composiciones presentadas a las oposiciones. Este maestro, que parece haber sido Osete, que con ayuda de su padrino, José de Lupia y Roger, obispo de León, consiguió el magisterio de León en marzo de 1746. En su nuevo puesto se decidió a introducir algunas mejoras la capilla de música, que estaba en mal estado tras los años de falta de maestro. Entre otras cosas, reformó el Colegio de San José y la enseñanza de los niños. Compuso numerosas obras durante su magisterio, e incluso continuó enciando composiciones a León tras su partida a Granada. Permanecería en León hasta mayo de 1755.
Tras el fallecimiento de Manuel Agullón y Pantoja el 12 de agosto de 1754, el magisterio de Zamora había quedado vacante. El 17 de mayo de 1755 Osete fue nombrado maestro de capilla de la Catedral de Zamora tras ganar unas oposiciones en las que se enfrentó a Manuel Mencía, maestro de Palencia, y Bernardo Miralles, maestro de Tarazona.
El 7 de mayo de 1757 ganaba las oposiciones al magisterio de la Catedral de Granada por unanimidad, tras derrotar en un duro examen a Juan Almela Monserrate, Tomás de Peñalosa y Alonso Ramírez. Tomaría posesión del cargo el 12 de mayo de 1758. En Granada fue muy activo como compositor. El 1 de agosto de 1758 pidió una licencia para ordenarse, que fue concedida.
A partir de 1759 comienzan a aparecer una grave enfermedad causada por un accidente, mencionada en las actas capitulares granadinas, que le acompañaría hasta su muerte. El 15 de enero de 1760 solicita la primera licencia por enfermedad, a la que seguirían muchas otras, además de tener que solicitar adelantos de sus sueldo. En 1765 trató de conseguir el magisterio de la Catedral de Sigüenza, sin éxito. En 1773 pedía un aumento de la plantilla del coro, pero se jubiló poco después, en 1774. Falleció en Granada el 23 de abril de 1775.
Fernando Ferandiere menciona en su Prontuario músico para el instrumentista de violín y cantor que Manuel de Osete era maestro de capilla de la Catedral de Málaga, pero es una información incorrecta. Osete nunca estuvo en Málaga.

## Obra
Se conservan numerosas obras de Osete en las catedrales de Sigüenza, Zamora, León, Granada y El Escorial. La mayoría de sus obras conservadas son composiciones litúrgicas, severas, en latín, a cuatro voces y sin acompañamiento. También compuso obras plenamente barrocas, como un Regina coeli.